# 施圖本洛赫湖
52°4′54.6924″N 14°29′10.0752″E / 52.081859000°N 14.486132000°E

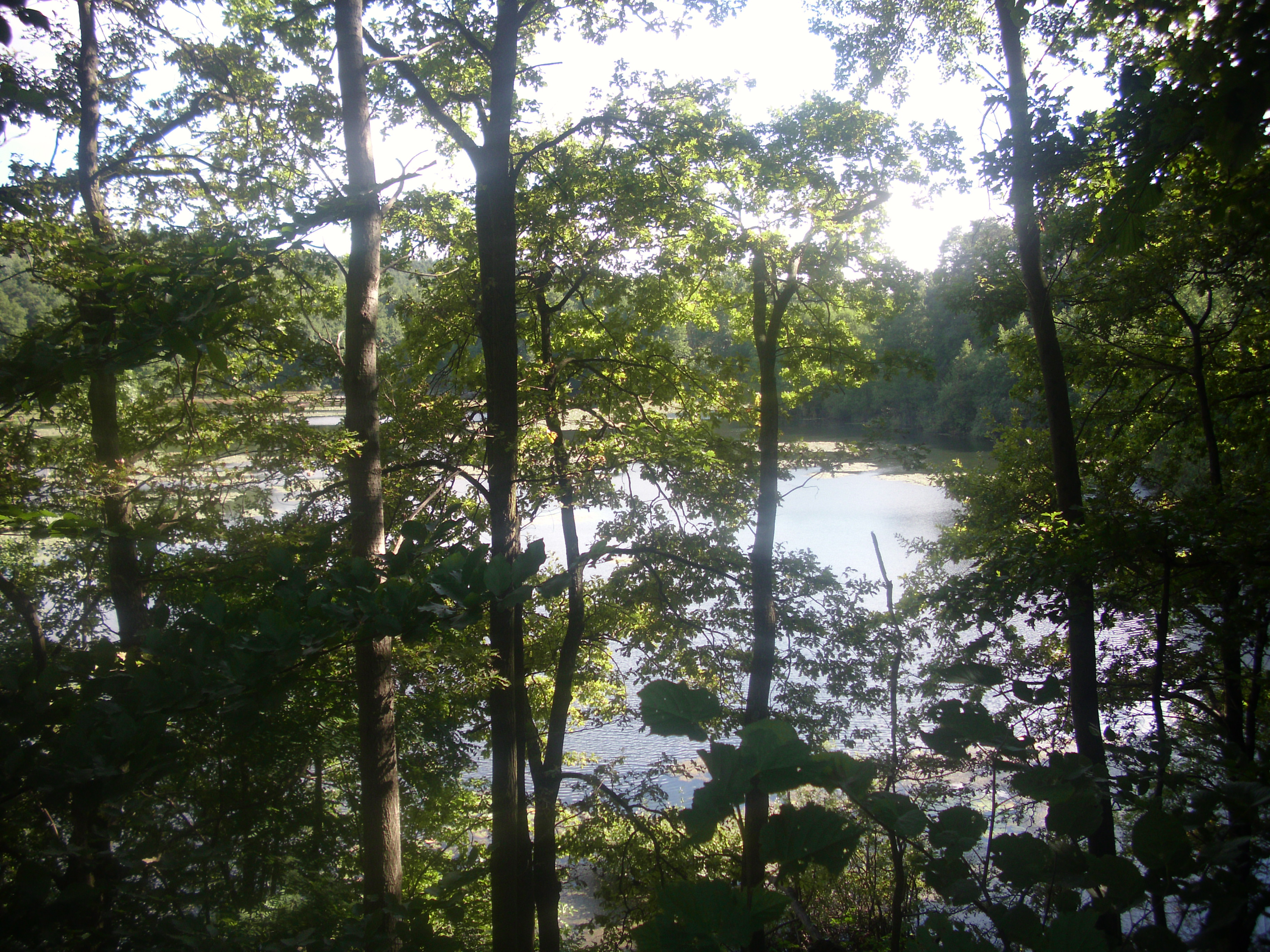

施圖本洛赫湖，是德國的湖泊，位於該國西南部，由勃蘭登堡州負責管轄，處於奧得-施普雷縣，面積0.04平方公里，海拔高度81米，該湖泊有多種鳥類棲息。